# Bartonella quintana
Bartonella quintana, původně známá jako Rochalimaea quintana, je mikroorganismus přenášen vší šatní (pediculus humanus corporis). Tato bakterie je původcem tzv. zákopové horečky. Jméno onemocnění pochází z období první světové války, kdy bylo nakaženo více než 1 milion vojáků.

## Charakteristika
Aerobní gram-negativní kultivačně náročná tyčka (bacillus).

## Patofyziologie
Bakterie jsou schopny adherovat na erytrocyty a endoteliální buňky a následně do nich vstupovat jako intracelulární patogeny. Dochází k uvolňování řady prozánětlivých cytokinů, supresi přirozené apoptózy a zvýšené angiogenezi. Při diseminaci způsobuje endokarditidu a angiomatózu. Přežívání mikroba v erytrocytu ho chrání před imunitní odpovědí a antibiotiky, což způsobuje časté relapsy i po ukončení terapie.